# 2014年ソチオリンピックのスロベニア選手団
2014年ソチオリンピックのスロベニア選手団（2014ねんソチオリンピックのスロベニアせんしゅだん）は、2014年2月7日から23日までロシアのソチで開催された2014年ソチオリンピックのスロベニア選手団、およびその競技結果。

## 概要
今大会は金メダル2個、銀メダル2個、銅メダル4個の合計8個のメダルを獲得した。
アルペンスキーでは、ティナ・マゼが女子滑降と女子大回転で冬季オリンピックスロベニア初となる金メダルを獲得し、2冠を達成した。

## メダル
| メダル | 選手名               | 競技                   | 種目                 |
| ------ | -------------------- | ---------------------- | -------------------- |
| 金     | ティナ・マゼ         | アルペンスキー         | 女子滑降             |
| 金     | ティナ・マゼ         | アルペンスキー         | 女子大回転           |
| 銀     | ペテル・プレヴツ     | スキージャンプ         | 男子個人ノーマルヒル |
| 銀     | ジャン・コシール     | スノーボード           | 男子パラレル回転     |
| 銅     | ヴェスナ・ファブヤン | クロスカントリースキー | 女子個人スプリント   |
| 銅     | ペテル・プレヴツ     | スキージャンプ         | 男子個人ラージヒル   |
| 銅     | ジャン・コシール     | スノーボード           | 男子パラレル大回転   |
| 銅     | テヤ・グレゴリン     | バイアスロン           | 男子パシュート       |